# Alloxiphidiopsis emarginata
Alloxiphidiopsis emarginata är en insektsart som först beskrevs av Tinkham 1944.  Alloxiphidiopsis emarginata ingår i släktet Alloxiphidiopsis och familjen vårtbitare. Inga underarter finns listade i Catalogue of Life.